# Pavlivka, Horol
Pavlivka (în ucraineană Павлівка) este un sat în comuna Șîșakî din raionul Horol, regiunea Poltava, Ucraina.

## Demografie
Componența lingvistică a localității Pavlivka
     Ucraineană (97,67%)
     Rusă (2,33%)
Conform recensământului din 2001, majoritatea populației localității Pavlivka era vorbitoare de ucraineană (97,67%), existând în minoritate și vorbitori de rusă (2,33%).